# Festival Internacional de Cine de Hawái
El Festival Internacional de Cine de Hawái (en inglés: Hawaii International Film Festival), es un festival de cine independiente establecido en 1981 por Jeannette Paulson Hereniko quien fue su directora hasta 1996; en la ciudad de Hawái. El HIFF declara que "está dedicado al avance de la comprensión y el intercambio cultural entre los pueblos de Asia, el Pacífico y América del Norte a través del medio cinematográfico". El mayor patrocinador del festival es Louis Vuitton; motivo por el que también se le conoce como el Festival Internacional de Cine de Hawái Louis Vuitton. Este festival otorga el Premio Maile Dorada. Este es el único festival de cine que proyecta películas en todo el estado, con proyecciones en la isla de Oahu en el centro de Honolulu, Waikiki, Kaneohe, seguidas por proyecciones en las islas de Maui, Kauai y la Isla de Hawái. Este se celebra anualmente durante dos semanas en el otoño contando con dos (2) actividades alternas: el "Spring Showcase"; que se celebra durante una semana en la primavera, y el "K-Fest"; un festival de cine coreano de tres (3) días. HIFF es el principal evento cinematográfico internacional en el Pacífico convirtiéndose en la principal fuente para el descubrimiento y exhibición de películas, cortometrajes y documentales de Asia y el Pacífico; logrando el reconocimiento de la industria cinematográfica de todo el mundo. El festival ha estrenado películas de la talla de  A Leading Man, Once Were Warriors, The Piano, Shine, Shall We Dance?, Y tu mamá también y El tigre y el dragón. 